# Хибна ціль

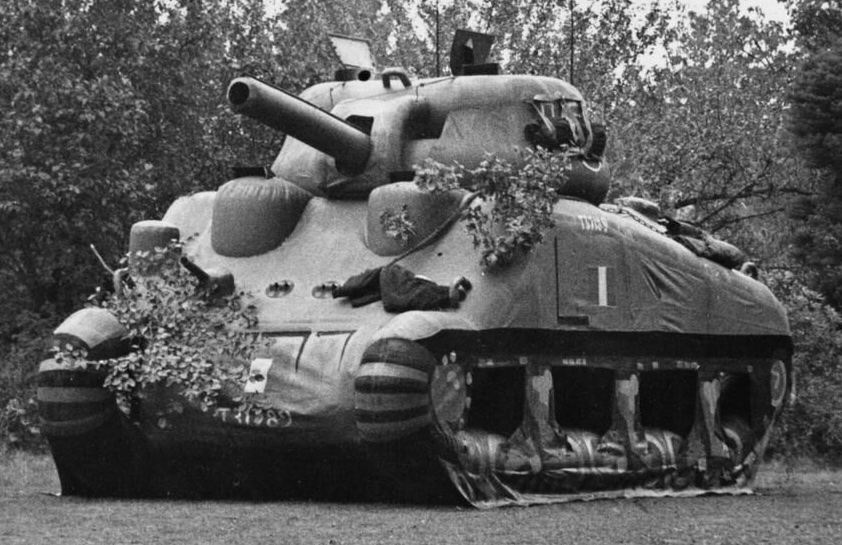
Надувна модель танку «Шерман» армії США під час Другої Світової Війни.

Хибна ціль (також фальш-ціль, обманка) — пристрій, споруда, утворення або засіб, що імітує реальний об'єкт, за одним або кількома ознаками. Серед таких ознак може бути форма, тепловий слід, звук двигунів. Призначенням хибної цілі є військовий обман: наприклад, відволікання уваги ворога, провокування на витрачання боєприпасів для ураження хибної цілі. Також випускання хибних цілей є одним із принципів роботи засобів протидії, збиваючи прицілювання самонавідної зброї.
Вони можуть імітувати людей, бронетехніку, військовий транспорт, морські судна, літальні апарати, ракети тощо, та навіть великі просторові об'єкти, як військові аеродроми та виробничі потужності.
Хибна ціль може мати специфічні властивості, наприклад бути джерелом інфрачервоного (як хибні теплові цілі) або радіолокаційного випромінювання (дипольні відбивачі). Летючі повітряні цілі можуть використовуватись для відволікання та витрати засобів ППО. Крім традиційних методів створення хибних цілей таких як дерев'яні макети, надувні камери.

## Наземні цілі
Для військового обману доволі давно використовуються муляжі військової техніки. Це можуть бути різноманітні засоби: від дерев'яних гармат та надувних танків до муляжів бойових кораблів, імітацій аеродромів і військових баз і навіть виробничих потужностей.

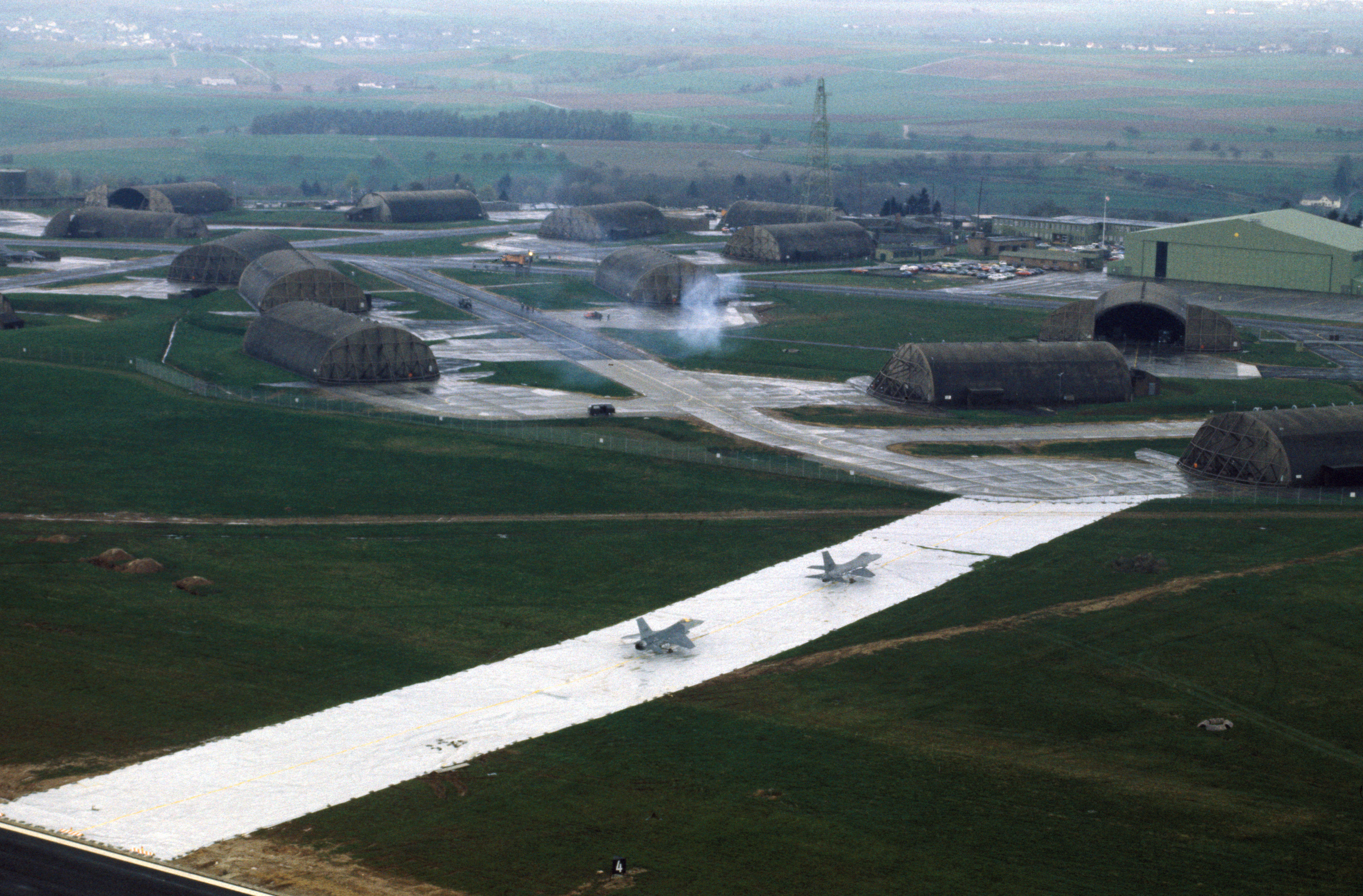
Муляжі F-16 на імітованій рульовій доріжці

На початку Другої світової війни британські війська активно будували імітовані військові аеродроми для того, німецькі бомбардувальники завдавати ударів по них, зменшуючи тим самим ризики для справжніх аеродромів.
Загалом за час ДСВ Союзники кілька разів проводили успішні операції з обманювання ворожих сил. Одним із найвідоміших прикладів є операція «Бертрам» перед Другою битвою за Ель-Аламейн. Під час неї британським силам вдалось багаторазово обманути німецьку розвідку. По-перше, було організовано імітації складів з боєприпасами за допомогою сміття. Німецька розвідка зрозуміла, що це імітація, бо за їх створенням не слідували бойові дії — але потім ці початково бутафорські склади поступово ставали справжніми складами, що створило можливості для британського наступу. По-друге, британці створили значну кількість імітаційної техніки: танки маскувались під гусеничні тягачі, а легкі джипи навпаки — під танки; під вантажівки маскувались також гармати та інше обладнання. Завдяки таким приготуванням британські війська під командуванням Монтґомері переконали німецьке командування в наявності цілої додаткової дивізії та повністю перевернули їх уявлення про час і місце наступу. Пізніше, перед висадкою в Нормандії, проводилась операція «Фортитьюд», що мала на меті створення бутафорської військової інфраструктури та муляжів техніки, щоб приховати справжнє місце десантування; зрештою, і це спрацювало: німецькі сили очікували висадку в Па-де-Кале.
СРСР та Третій Райх також будували імітовані аеродроми. Німеччина навіть спромоглася побудувати величезний бутафорський завод біля Пльзеня, що імітував виробничі потужності Škoda, але це спрацювало лише один раз. Подібна  імітація заводу Krupp була більш успішною. СРСР під час наступальних операцій (1943—1945) активно використовував макети військової техніки та імітації мостів для переправи, що відвертали увагу німецьких сил та справляли враження більшої численності радянських військ.  
Існує відома анекдотична історія, пов'язана з німецькими бутафорськими аеродромами. Начебто, після побудови німцями одного такого летовища в Нідерландах, британська авіація, знаючи про несправжність цього об'єкта, нанесла жартома удар дерев'яною бомбою з надписом Wood for Wood («деревина для деревини»). Ця історія поширена серед британських, німецьких та французьких ветеранів Другої світової, у свідченнях яких зустрічаються різні дати, місця та кількості бомб. Втім, попри значну кількість свідчень, в тому числі від людей, котрі представлялись очевидцями, незалежні підтвердження історії відсутні, а суттєві розбіжності можуть свідчити на користь того, що історія є міською легендою. Аналогічну історію розповідали про бутафорську залізничну гілку, збудовану британцями в рамках операції «Крусейдер»: буцімто, німці скинули туди дерев'яну бомбу.  
Імітація військової техніки використовується досі, включно з Війною в Югославії та російським вторгненням в Україну.

## Повітряні цілі

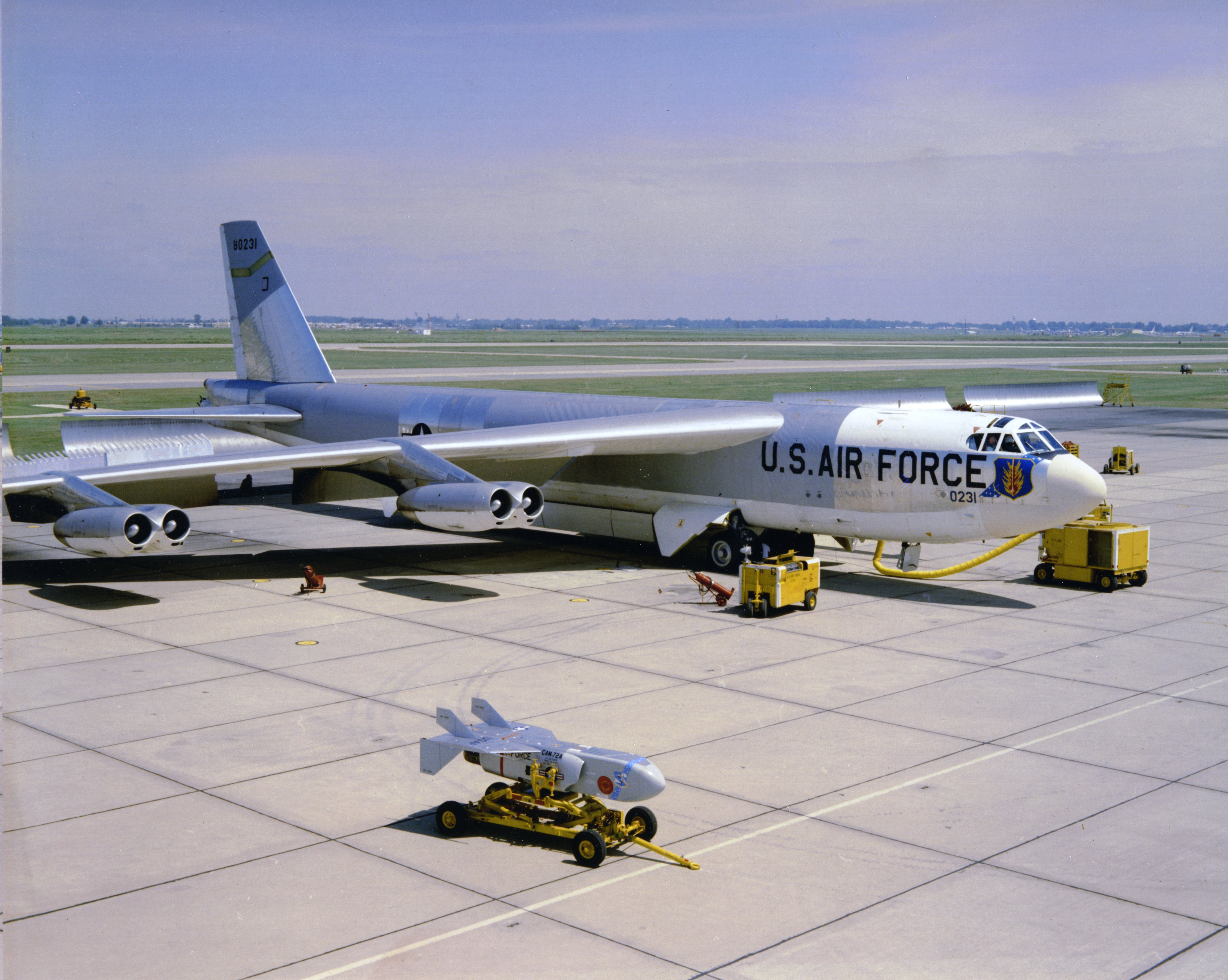
B-52G та ракета-обманка ADM-20

Хибні повітряні цілі імітують бойові ракети, літаки, БПЛА тощо та мають на меті заплутування та/або перенасичення систем ППО противника. Їх також називають ракетами-обманками (англ. dummy missile, decoy missile). Як хибні цілі можуть використовуватись, наприклад, тренувальні повітряні мішені, повітряні кулі, застарілі ракети та інше. Повітряні цілі можуть імітуватись і без запуску фізичних об'єктів: засоби РЕБ можуть створювати сигнали, що імітують наявність цілі.

## Засоби протидії

Торпеда-муляж AN/SLQ-25 Nixie

За подібним принципом до хибних повітряних цілей створюються засоби протидії, що встановлюються на різноманітну техніку. Такі пристрої випускають хибні цілі, на які відволікається засіб ураження замість знищення бажаної цілі.
Більшість МБР використовують фальшиві боєголовки, які відділяються від ракети-носія одночасно з основними ядерними бойовими частинами та зменшують ймовірність того, що системи протиракетної оборони вразять правильну ціль.
Бойові літаки та гелікоптери часто оснащуються хибними тепловими цілями, на які перенацілюються ракети з тепловим наведенням та дипольними відбивачами, що спотворюють радіолокаційний відбиток літального апарата. Це використовують і деякі балістичні ракети: наприклад, під час російського вторгнення в Україну (з 2022) було помічено пристрої 9Б899, котрі містились у ракетах комплексів «Іскандер» і були призначені для створення перешкод для українських систем ППО, а також Х-101 з дипольними відбивачами.
Сучасні корабельні системи активного захисту також можуть випускати фаєри та відбивачі, але деякі риси є дуже специфічними: так, французька система FDS3 розгортає надувний відбивач, ЕПР якого перевищує таку для корабля, французька Lacroix SEALAT-CANTO та американська AN/SLQ-25 Nixie випускають хибні цілі, що імітують кільватерний струмінь і звук гвинта корабля для захисту від торпед, а хибні цілі ізраїльської C-GEM та австралійсько-американської Nulka зависають над поверхнею води перед зустріччю з ракетою.

## Інші

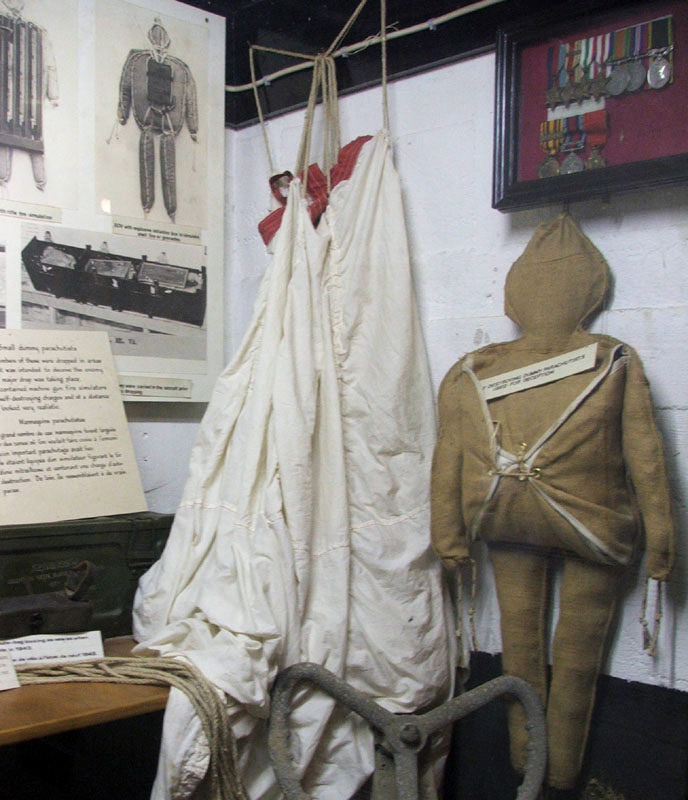
Британський «парашутист» Руперт

### Снайперські муляжі
Розвиток снайперів та їх загроза на полі бою призвела до різноманітних способів боротьби з ними. Одним із найвідоміших є створення макетів голів або людей, що мали привертати увагу ворожих снайперів і видавати їх позиції. Такі засоби, часто зроблені з пап'є-маше, були поширені під час Першої світової та Другої світової війн, але застосовувались і пізніше.

### Парашутисти
Макети парашутистів (англ. paradummy, словозлиття paratrooper — «парашутист» та dummy — «муляж, макет») використовувались Союзниками під час ДСВ в рамках операції «Титанік». Вони були необхідні для імітації повітрянодесантних операцій, щоб відволікати сили Третього Райху та заманювати їх у пастки. Британці називали їх «Руперт», а американці — «Оскар». 

### Автомобілі-бомби
Відомо про застосування Ісламською Державою радіокерованих автомобілів-бомб, замаскованих під звичайні автомобілі. Хоча сам автомобіль з вибухівкою може візуально не відрізнятись від звичайного, його видає відсутність водія на відповідному місці, особливо це добре помітно через тепловізор. Для усунення цього створювались муляжі водіїв, оснащені термостатами, знятими з ракетного озброєння.

## Виноски
1. ↑  Джерела:

  - хибна ціль[1][2][3]
  - фальш-ціль[4]
  - обманка[5][6][7]